# Glen Campbell
Glen Campbell (ur. 22 kwietnia 1936 w Delight w stanie Arkansas, zm. 8 sierpnia 2017 w Nashville) – amerykański gitarzysta i piosenkarz country.
Największe sukcesy odnosił w latach 60. i 70. XX wieku. Początkowo występował ze znanymi solistami i zespołami (m.in. Frank Sinatra, Nat King Cole, Dean Martin, Rick Nelson, Elvis Presley, The Beach Boys, Simon & Garfunkel, The Mamas & the Papas) jako muzyk sesyjny, od 1961 rozpoczął karierę solową.
Przeboje: „Turn Around and Look at Me”, „Galveston”, „It's Only Make Believe”, „Rhinestone Cowboy”, „Wichita Lineman”.

## Dyskografia

### Albumy studyjne
- Big Bluegrass Special (1962) – z Green River Boys
- Too Late to Worry – Too Blue to Cry (1963)
- The Astounding 12-String Guitar of Glen Campbell (1964)
- The Big Bad Rock Guitar of Glen Campbell (1965)
- Burning Bridges (1967)
- Gentle on My Mind (1967)
- By the Time I Get to Phoenix (1967)
- Hey Little One (1968)
- A New Place in the Sun (1968)
- Bobbie Gentry & Glen Campbell (1968) – z Bobbie Gentry
- That Christmas Feeling (1968)
- Wichita Lineman (1968)
- Galveston (1969)
- True Grit (1969)
- Try a Little Kindness (1970)
- Oh Happy Day (1970)
- Norwood (1970)
- The Glen Campbell Goodtime Album (1970)
- The Last Time I Saw Her (1971)
- Anne Murray / Glen Campbell (1971) – z Anne Murray
- The Artistry of Glen Campbell (1972)
- Glen Travis Campbell (1972)
- I Knew Jesus (Before He Was a Star) (1973)
- I Remember Hank Williams (1973)
- Houston (I'm Comin' to See You) (1974)
- Reunion: The Songs of Jimmy Webb (1974)
- Ernie Sings & Glen Picks (1975) – z Tennessee Erniem Fordem
- Rhinestone Cowboy (1975)
- Bloodline (1976)
- Southern Nights (1977)
- Basic (1978)
- Highwayman (1979)
- Somethin' 'Bout You Baby I Like (1980)
- It's the World Gone Crazy (1981)
- Old Home Town (1982)
- Letter to Home (1984)
- No More Night (1985)
- It's Just a Matter of Time (1985)
- Still within the Sound of My Voice (1987)
- Light Years (1988)
- Favorite Hymns (1989)
- Walkin' in the Sun (1990)
- Unconditional Love (1991)
- Show Me Your Way (1991)
- Rock-A-Doodle (1992)
- Wings of Victory (1992)
- Somebody Like That (1993)
- Home for the Holidays (1993)
- The Boy in Me (1994)
- Christmas with Glen Campbell (1995)
- A Glen Campbell Christmas (1998)
- My Hits and Love Songs (1999)
- Love Is the Answer: 24 Songs of Faith, Hope and Love (2004)
- Meet Glen Campbell (2008)
- Ghost on the Canvas (2011)
- Glen Campbell and Jimmy Webb in Session (2012) – z Jimmym Webbem
- See You There (2013)
- Glen Campbell: I'll Be Me (2015)
- Adiós (2017)
- Sings for the King (2018) – kompilacja niepublikowanych wcześniej nagrań demo, które Campbell wykonał dla Elvisa Presleya. Zawiera jeden zremiksowany utwór łączący wokale Campbella i Presleya.

### Albumy koncertowe
- Glen Campbell Live (1969)
- Live in Japan (1975)
- Live at the Royal Festival Hall (1977)
- Glen Campbell Live (1981)
- Glen Campbell Live! His Greatest Hits (1994)
- Glen Campbell in Concert with the South Dakota Symphony (2001)
- Through the Years Live – Ultimate Collection (2011)
- Live from the Troubadour (2021)